# Mincovní konsorcium
Mincovní konsorcium bylo uskupení finančníků zřízené roku 1622 smlouvou, kterou ve Vídni podepsala za jednu stranu císařská dvorní komora zastupující císaře Ferdinanda II. a za druhou bankéř a obchodník Hans de Witte, zastupující 15 členů konsorcia. To získalo za roční nájem šesti milionů zlatých monopolní právo na ražbu mincí v Čechách, na Moravě a v Dolním Rakousku a současně výhradní právo vykupovat neražené stříbro i všechno stříbro vytěžené v českých dolech. 

## Historické souvislosti
Návrh na znehodnocení měny padl již roku 1621. Císař za půjčku umožnil spolku monopolní příjmy z mincovnictví. Spolek finančníků, z nichž většina byli šlechtici, spustil stažení měny a její devalvaci na desetinu její původní hodnoty. Následná inflace a válka vedly ke hladomoru. 
Z 15 členů konsorcia jich je doloženo 5: Jakub Baševi (později z Treuenburka), Pavel Michna z Vacínova, Karel I. z Lichtenštejna, Albrecht z Valdštejna, Hans de Witte.
Dalšími společníky byli pravděpodobně úředníci spravující dvorní finance a dohlížející na finanční operace v Čechách, pravděpodobně k nim patřili Karel z Harrachu či Jan Oldřich z Eggenberka.